# Cecilia Sanz Sanz
Cecilia Sanz Sanz (Játiva, 5 de diciembre de 1914  - Tampico, 20 de diciembre de 1997), también conocida como Cecilia Sanz de Ridaura, fue una escritora y médico valenciana, especialista en histología.

## Biografía
Participó en la guerra civil española como teniente médico de la Octava División del Ejército de la República, y al ser derrotada esta tuvo que exiliarse en México en compañía de su marido, Vicente Ridaura, también médico, con quien se había casado pocos días antes de estallar el conflicto bélico. Llegaron a Veracruz el 13 de junio de 1939 a bordo del Sinaia, procedentes de Francia, y al cabo de algún tiempo pudieron establecerse en Tampico.
En esta ciudad, Cecilia Sanz fue una de las primeras profesoras de la Facultad de Medicina, fundada en 1950, de la Universidad Autónoma de Tamaulipas, donde impartió clases hasta que, a raíz de la huelga que hubo en 1974, renunció.
Aparte de esta labor docente, desplegó una abundante actividad de animación cultural, dando conferencias no sólo sobre cuestiones relacionadas con la medicina, sino también sobre temas sociales, literarios y culturales en general.
Escribió poemas, ensayos y artículos que en parte aparecieron en varios periódicos, y algunos de los cuales, junto con relatos y notas autobiográficas, fueron reunidos en un volumen, Textos reunidos, publicado en 1994.

## Reconocimientos
Algunas instituciones de Tampico llevan el nombre de la escritora, médica y promotora cultural, en reconocimiento de su legado, como la Biblioteca Pública Dra. Cecilia Sanz de Ridaura, y la Fundación Cecilia Sanz de Ridaura Arte y Cultura, que desde 1998 celebra anualmente un festival cultural donde tienen lugar espectáculos teatrales, exposiciones de pintura, presentaciones de libros y un premio de reconocimiento a la trayectoria de un artista o grupo local.

’’Cecilia no ha hecho otra cosa que oponer a la aspereza del mundo su valentía, su lucidez y su ternura esperanzada’’.
Gloria Gómez Guzmán

## Obra
- Sanz de Ridaura, Cecilia (1994). Textos reunidos. Papeles de la mar (3). Universidad Autónoma de Tamaulipas-Dirección General de Extensión Universitaria.
- Sanz de Ridaura, Cecilia. Pedro Garfias, poeta de soledad. 1990, citado en Ortiz, Orlando; Ortiz Galicia, Tania (2015). Ensayo panorámico de la literatura en Tamaulipas. II. De finales del siglo XIX a 1940. Ciudad Victoria: Instituto Tamaulipeco para la Cultura y las Artes. pp. 60-61 y 515-521. ISBN 9786078222605. Archivado desde el original el 25 de mayo de 2019. Consultado el 3 de abril de 2020.